# Новое Чамзино
Новое Чамзино — деревня в Большеигнатовском районе Мордовии. Входит в состав Вармазейского сельского поселения.

## История
Впервые упоминается в 1624 году. В «Списке населённых мест Симбирской губернии за 1863» Новая Чамзинка удельная деревня из 24 дворов в Ардатовском уезде. Названа по имени владельца деревни Ростислава Петровича Бобоедова.

## Население
| 2002 | 2010 |
| ---- | ---- |
| 177  | ↘116 |

Национальный состав
Согласно результатам Всероссийской переписи населения 2002 года, в национальной структуре населения мордва-эрзя составляли 93 %.